# Квартал Ротерманна
Кварта́л Ро́терманна, також кварта́л Ро́терманні (ест. Rotermanni kvartal) — історичний район в Кесклінні, одному з районів Таллінна (Естонія), між Старим містом, портом на березі Талліннської затоки і площею Віру.

## Історія
Комерсант Крістіан Абрахам Ротерманн (1801—1870) приїхав у місто, що тоді називалося Ревель, 1828 року і заснував тут товарний двір «Кр. Ротерманн» з виробництва та торгівлі будівельним приладдям.
1849 року Ротерманн побудував біля площі Віру (тоді Російська площа) торговий дім (архітектор І. Єфімов), навколо якого незабаром виріс новий промисловий квартал — до нього приєднався цілий комплекс підприємств Rotermanni Tehased, групи компаній сім'ї Ротерманн. У будівлі торгового дому, придбаній міською владою 1871 року, пізніше відкрилася Ревельська Олександрівська гімназія.
1902 рокузведено видиму здалеку димову трубу, яка й нині є «візитною карткою» кварталу. 1908 року з плитняку збудовано соляний склад (інженер Ернст Буштедт) — після реконструкції 1996 року в цьому будинку міститься Естонський музей архітектури. У 1910—1911 роках замість дерев'яного житлового будинку Ротерманна збудовано новий червоноцегляний будинок у стилі модерн (творцем його архітектурного рішення вважають Еліеля Саарінена).
Внаслідок радянської окупації Естонії всі приватні підприємства кварталу було націоналізовано. 1980 року зведено будинок Головпоштамту (архітектор Райне Карп).
Після відновлення незалежності Естонії розпочалося відродження історичного району за проєктами архітектурних бюро Kosmos, KOKO Arhitektid, Alver Arhitektid, Teigar Sova Arhitektid, HG Arhitektuur та Emil Urbel. Зводилися нові будівлі та реконструювалися старі, з розташованими в них квартирами, офісами, магазинами та виставковими просторами.
2001 року квартал Ротерманна було оголошено територією цінної забудови. Для нових будівель встановлено межу висоти (24 метри, висота зернового елеватора).

## У кінематографі
У кварталі Ротерманна в 1979 році знімалися деякі сцени фільму «Сталкер» режисера Андрія Тарковського (за мотивами повісті «Пікнік на узбіччі» братів Стругацьких).
На місці знімання епізоду із заставою ООН на трубі котельні досі залишився напис «UN». 2008 року тут встановлено пам'ятну табличку естонською та англійською мовами.

## Галерея

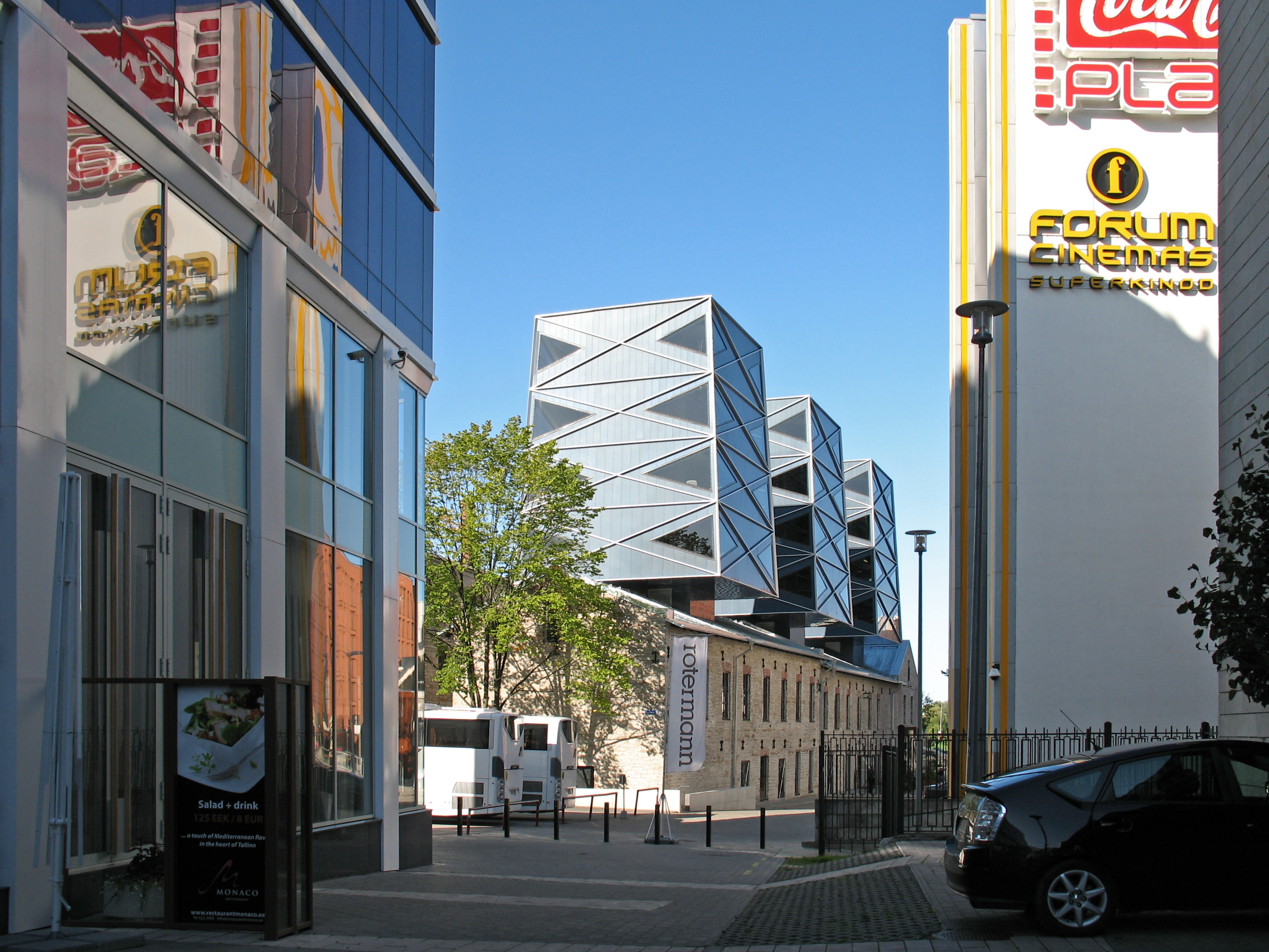
Вхід у квартал Ротерманні з боку Нарвського шосе
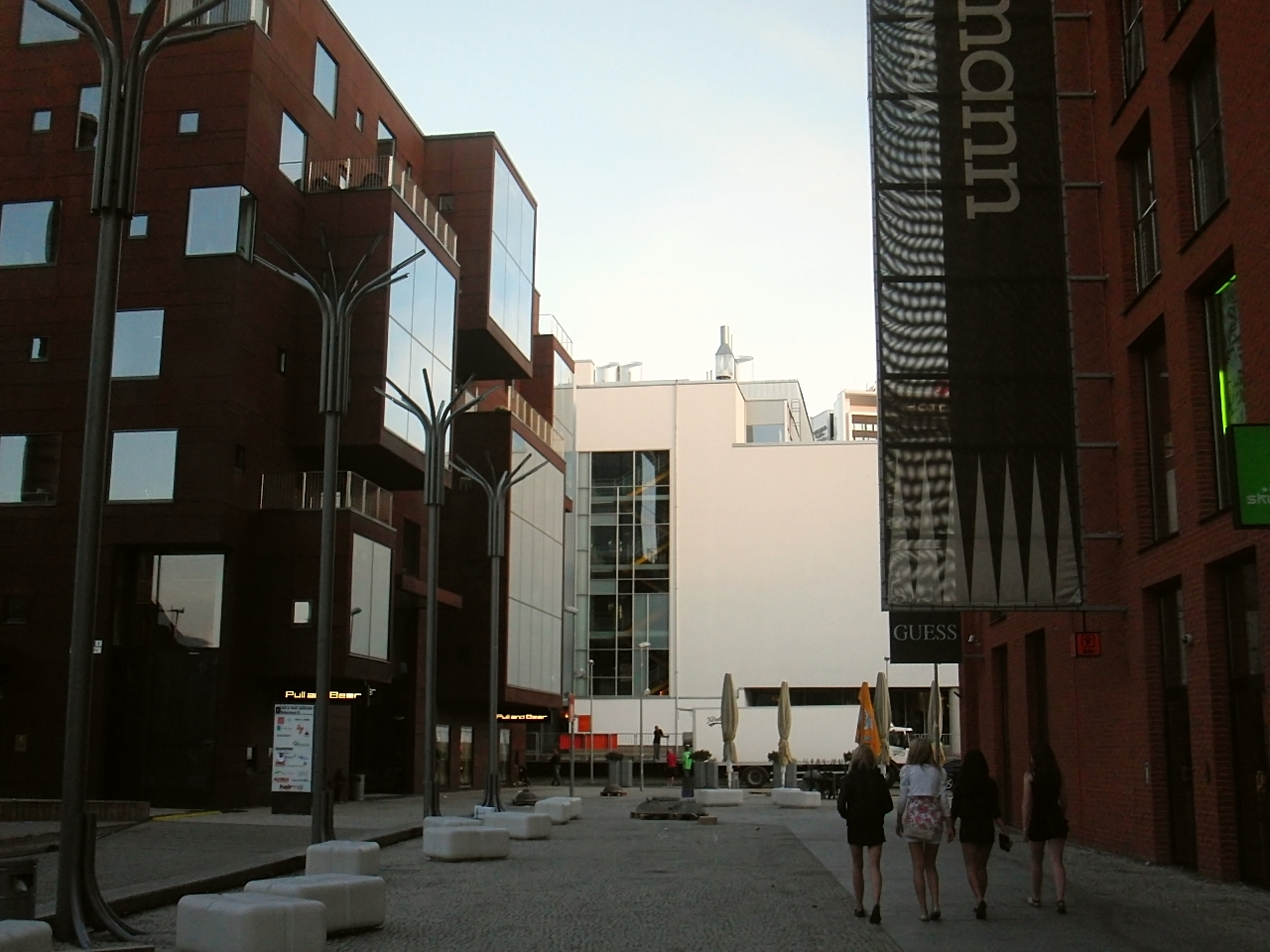
Серед будівель кварталу
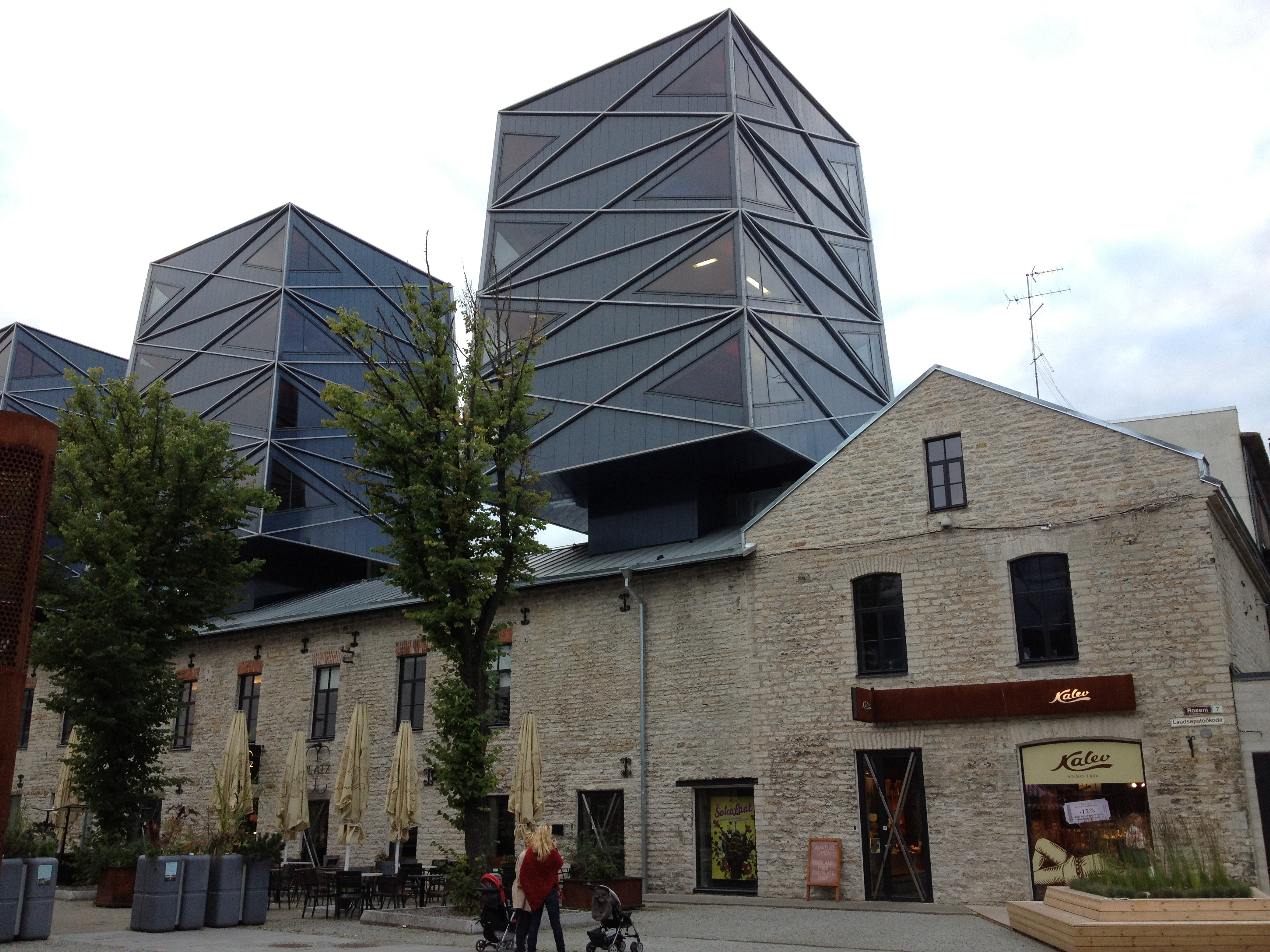
Футуристична архітектура
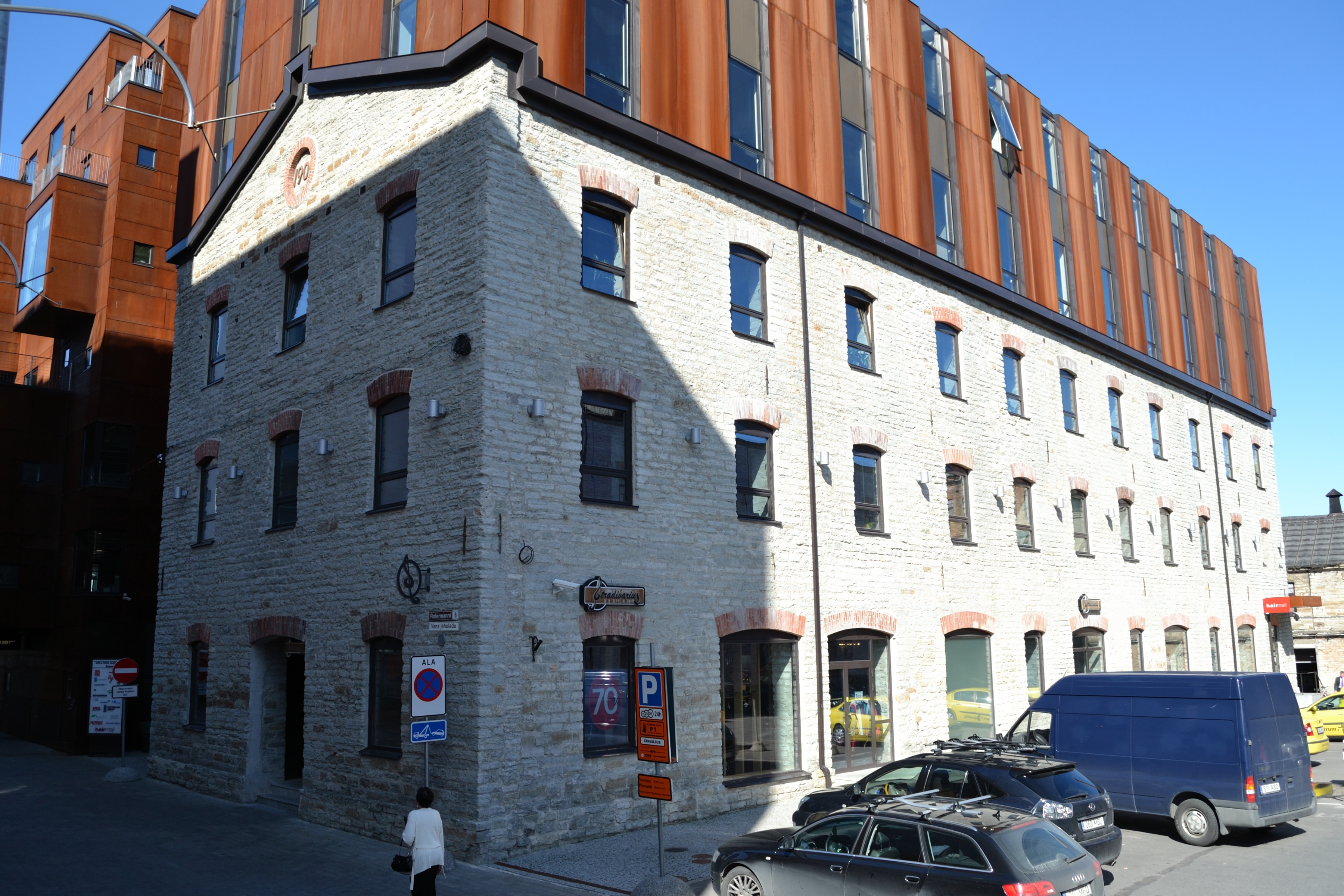
Одна з надбудованих будівель
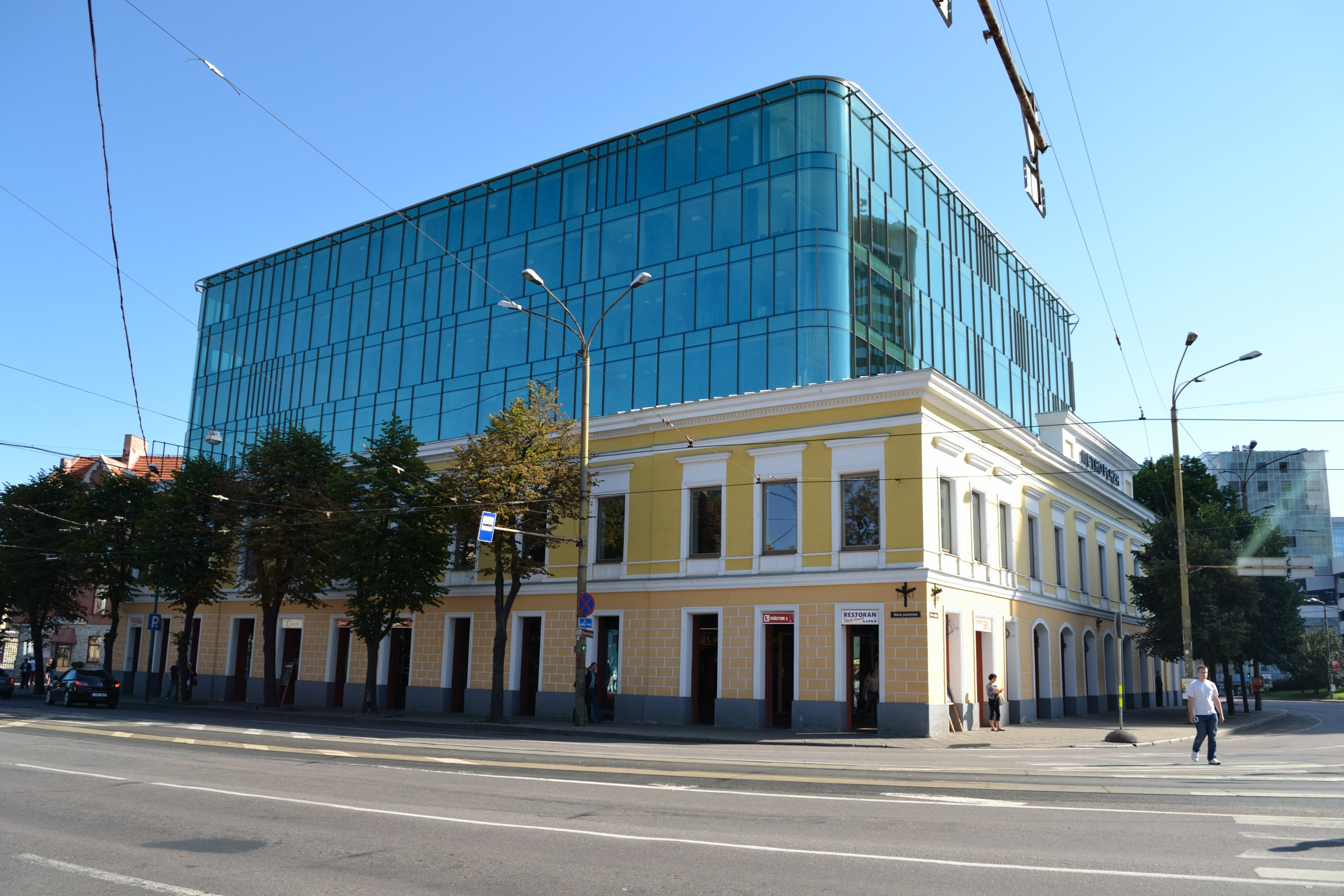
Торговий дім Ротерманна[et] (пізніше Ревельська Олександрівська гімназія )
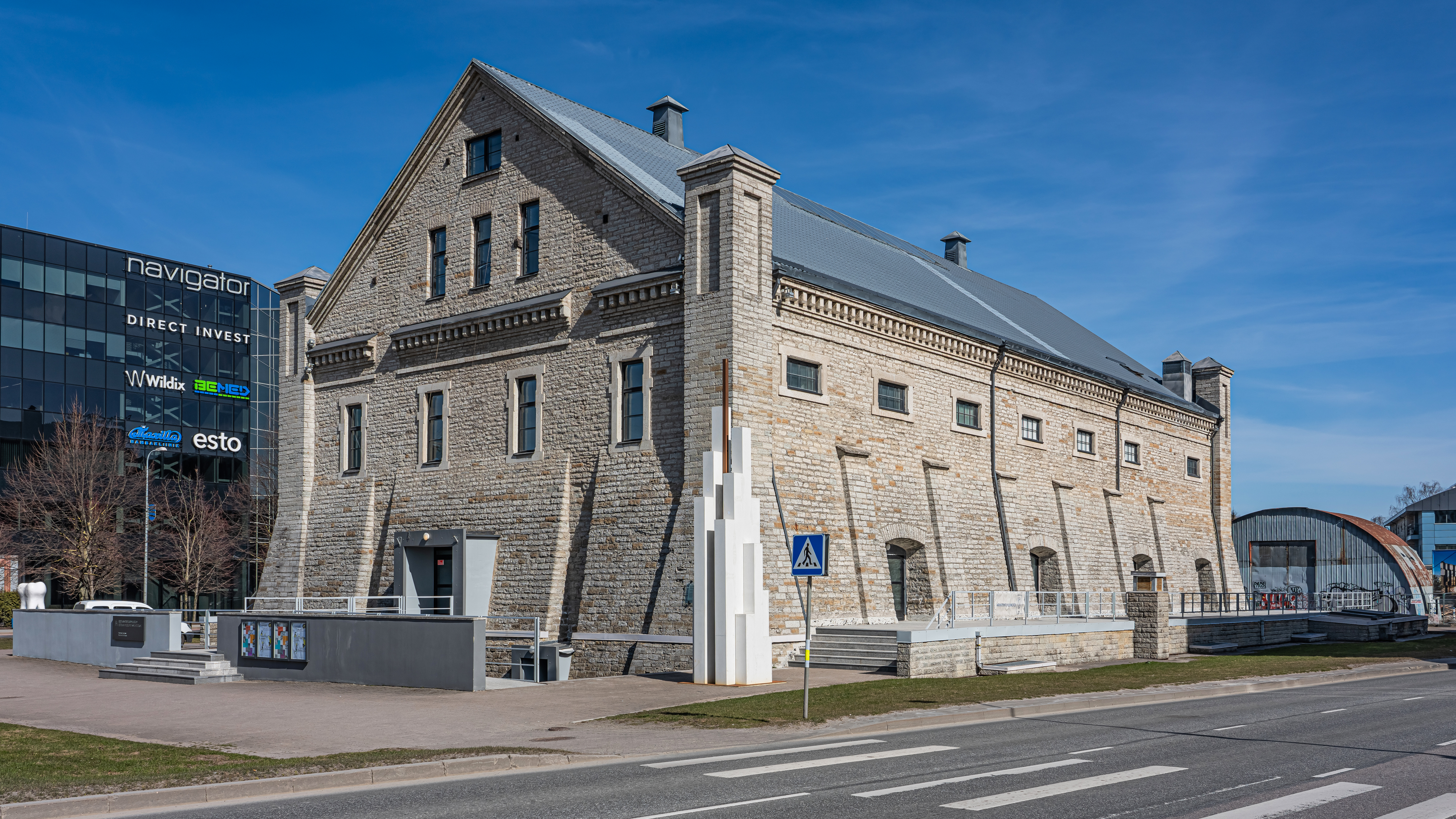
Соляний склад Ротерманна (нині Естонський музей архітектури[en] )
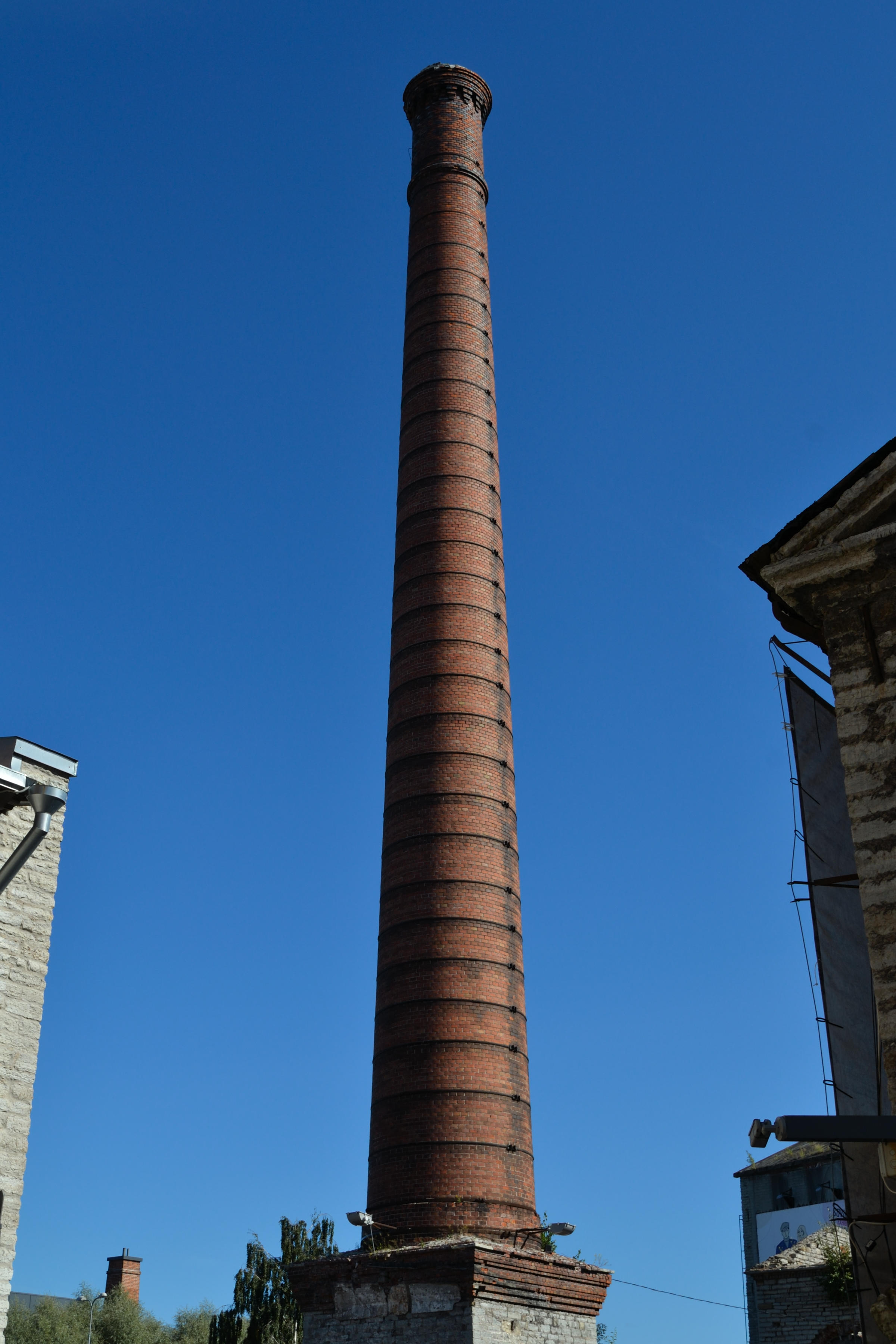
Труба котельні